# Smeringopus peregrinoides
Smeringopus peregrinoides là một loài nhện trong họ Pholcidae. Loài này được phát hiện ở Congo và Rwanda.